# دراسة مودسلي التوأمية لاضطراب ثنائي القطب
دراسة مودسلي التوأمية لاضطراب ثنائي القطب هي دراسة توأمية جارية التنفيذ حول اضطراب ثنائي القطب تجرى في مؤسسة طب النفس بكلية الملك في لندن منذ سنة 2003. تحقق الدراسة في الاختلافات الممكنة بين الناس الذين شخصوا باضطراب ثنائي القطب والذين لم يشخصوا به، وبالتحديد تدرس الاختلافات المعرفة وبنية ووظائف الدماغ.
تبحث دراسة مودسلي في مختلف خصائص التفكير مثل الذاكرة والانتباه عند توائم يعانون أو لا يعانون من اضطراب ثنائي القطب. تتضمن المهام التي يقوم بها المشاركون تعريف كلمات وحل مسائل مختلف، وذلك بهدف تحديد الاختلافات بين هاتين المجموعتين وزيادة فهم هذا الاضطراب المزاجي المعقد وتطوير علاجاته المستقبلية.

## وصلات خارجية
- دراسة مودسلي التوأمية لاضطراب ثنائي القطب